# Бенбу
Бенбу (кит. спр. 蚌埠市, піньїнь: Bèngbù Shì) — місто-округ в китайській провінції Аньхой. 

## Географія
Бенбу розташовується у північній частині провінції. Лежить на річці Хуайхе.

### Клімат
Місто знаходиться у зоні, котра характеризується вологим субтропічним кліматом. Найтепліший місяць — липень із середньою температурою 29.4 °C (85 °F). Найхолодніший місяць — січень, із середньою температурою 1.1 °С (34 °F).
| Клімат Бенбу            | Клімат Бенбу | Клімат Бенбу | Клімат Бенбу | Клімат Бенбу | Клімат Бенбу | Клімат Бенбу | Клімат Бенбу | Клімат Бенбу | Клімат Бенбу | Клімат Бенбу | Клімат Бенбу | Клімат Бенбу | Клімат Бенбу |
| Показник                | Січ.         | Лют.         | Бер.         | Квіт.        | Трав.        | Черв.        | Лип.         | Серп.        | Вер.         | Жовт.        | Лист.        | Груд.        | Рік          |
| Абсолютний максимум, °C | 17           | 23           | 28           | 33           | 37           | 37           | 40           | 42           | 35           | 31           | 25           | 18           | 42           |
| Середній максимум, °C   | 6            | 10           | 15           | 20           | 26           | 31           | 33           | 32           | 27           | 22           | 15           | 9            | 20           |
| Середня температура, °C | 1            | 4            | 9            | 15           | 20           | 26           | 29           | 27           | 22           | 16           | 10           | 4            | 15           |
| Середній мінімум, °C    | −3           | −1           | 4            | 10           | 15           | 21           | 25           | 23           | 18           | 11           | 5            | 0            | 11           |
| Абсолютний мінімум, °C  | −12          | −16          | −8           | −1           | 3            | 12           | 18           | 18           | 11           | 1            | −6           | −8           | −16          |
| Норма опадів, мм        | 20           | 20           | 30           | 50           | 50           | 100          | 170          | 90           | 50           | 30           | 20           | 0            | 690          |
| Днів з дощем            | 4            | 4            | 5            | 6            | 5            | 6            | 8            | 6            | 5            | 4            | 4            | 4            | 65           |
| Вологість повітря, %    | 63           | 65           | 69           | 70           | 70           | 71           | 77           | 80           | 76           | 69           | 77           | 73           | 72           |
| ----------------------- | ------------ | ------------ | ------------ | ------------ | ------------ | ------------ | ------------ | ------------ | ------------ | ------------ | ------------ | ------------ | ------------ |
| Джерело: Weatherbase    |              |              |              |              |              |              |              |              |              |              |              |              |              |

## Адміністративний поділ
Міський округ поділяється на 4 райони і 3 повіти:
| Карта                                                            | Карта    | Карта    | Карта            |
| ---------------------------------------------------------------- | -------- | -------- | ---------------- |
| Хуайюань Гучжень Ухе Хуайшан ① ② ③ ① Юйхуей ② Беншань ③ Лунцзиху |          |          |                  |
| Статус                                                           | Назва    | Оригінал | Населення (2020) |
| Район                                                            | Беншань  | 蚌山区   | 447 682          |
| Район                                                            | Лунцзиху | 龙子湖区 | 216 875          |
| Район                                                            | Хуайшан  | 淮上区   | 283 872          |
| Район                                                            | Юйхуей   | 禹会区   | 387 664          |
| Повіт                                                            | Гучжень  | 固镇县   | 501 449          |
| Повіт                                                            | Ухе      | 五河县   | 523 531          |
| Повіт                                                            | Хуайюань | 怀远县   | 935 335          |